# Бадан (рослина)
Бада́н (Bergenia) — рід родини ломикаменевих (Saxifragaceae).
Багаторічні трав'янисті рослини з товстим кореневищем, безлистим стеблом і великими шкірястими листками в прикореневій розетці.
Квітки лілово-червоні, дзвоникоподібні, зібрані в щиткоподібні суцвіття на верхівці стебла.
Відомо 9—10 видів, поширених в Центральній і Східній Азії. В Україні росте тільки в культурі, як декоративні рослини. Кореневища і листки бадану містять дубильні речовини.
Використовується для дублення шкіри, одержання таніну, галової кислоти і арбутину.

## Бадан товстолистий
Бадан товстолистий (Bergenia crassifolia (L.) Fritsch) - одна з рослин, для якої характерний високий вміст фенольних сполук. Кореневище бадану є офіційним і використовується в медицині як в'яжучий, кровоспинний і протизапальний засіб. При заготівлі сировини у бадана майже цілком видаляються пагони і заготівля кореневищ в промислових масштабах спричиняє знищення його заростей.